# Ceriano Laghetto
Ceriano Laghetto is een gemeente in de Italiaanse provincie Monza e Brianza (regio Lombardije) en telt 5802 inwoners (31-12-2004). De oppervlakte bedraagt 7,1 km², de bevolkingsdichtheid is 778 inwoners per km².
De volgende frazioni maken deel uit van de gemeente: Dal Pozzo, Villaggio Brollo.

## Demografie
Ceriano Laghetto telt ongeveer 2294 huishoudens. Het aantal inwoners steeg in de periode 1991-2001 met 12,7% volgens cijfers uit de tienjaarlijkse volkstellingen van ISTAT.
| Jaar | Inwoneraantal |
| ---- | ------------- |
| 1991 | 4828          |
| 2001 | 5440          |

## Geografie
Ceriano Laghetto grenst aan de volgende gemeenten: Cogliate, Saronno (VA), Cesano Maderno, Bovisio-Masciago, Solaro.